# Омония (площадь)
Омония (греч. Πλατεία Ομονοίας, с греч. — «Площадь Согласия») — площадь в одноимённом районе Афин, центр города.
Площадь Омония — одна из старейших площадей Афин и важный торговый центр. Она расположена в центре города на пересечении шести главных улиц: Панепистимиу, Стадиу, Афинас, Пейрайос, улицы Айю-Константину и улицы Третьего Cентября.
Площадь Омония построена в 1846 году и первоначально называлась Платея-Анакторон (Дворцовая площадь), так как территория также предназначалась для строительства дворца по проекту архитекторов Стаматиоса Клеантиса и Эдуарда Шауберта. Позже площадь была переименована в Платея-Офонос в честь короля Оттона Греческого. После свержения монарха, в 1862 году, название площади было изменено на Платея-Омониас (Площадь Согласия), поскольку именно здесь лидеры противостоящих политических фракций дали клятву мира, дабы прекратить вражду.
К концу XIX века на площади были высажены деревья, в центре разместили многоугольную площадку и установили уличное освещение. Площадь Омония была местом встреч людей. В 1925—1930 годах была построена линия метрополитена между Афинами и Пиреем, на Омонии были построены станции, а площадь стала более округлой формы. В 1931 году мэр Афин Спирос Меркурис предложил разместить восемь скульптур, изображающих мифологических муз, для прикрытия вентиляционных отверстий. Однако, вскоре статуи были убраны.
В 1958 году Министерство транспорта Греции провело конкурс на застройку площади Омония. Победителями проекта стали скульптор Георгий Зонголопулос и архитектор Костас Битсиос. Их проект включал систему фонтанов, в центре которой должна была быть размещена скульптура Посейдона. Статуя так и не была установлена в Афинах, после многих лет была передана Университету Джорджа Вашингтона, где стоит с 2014 года. В ноябре 1992 года фонтан и скульптуры были разрушены с целью проведения земляных работ для строительства новой линии афинского метро.
С середины 2019-го по февраль 2020 года площадь претерпела масштабную реконструкцию, главным результатом которой стало восстановление исторического фонтана 1958 года. Обновленную площадь открыли для публики 14 мая 2020 года.

## Галерея

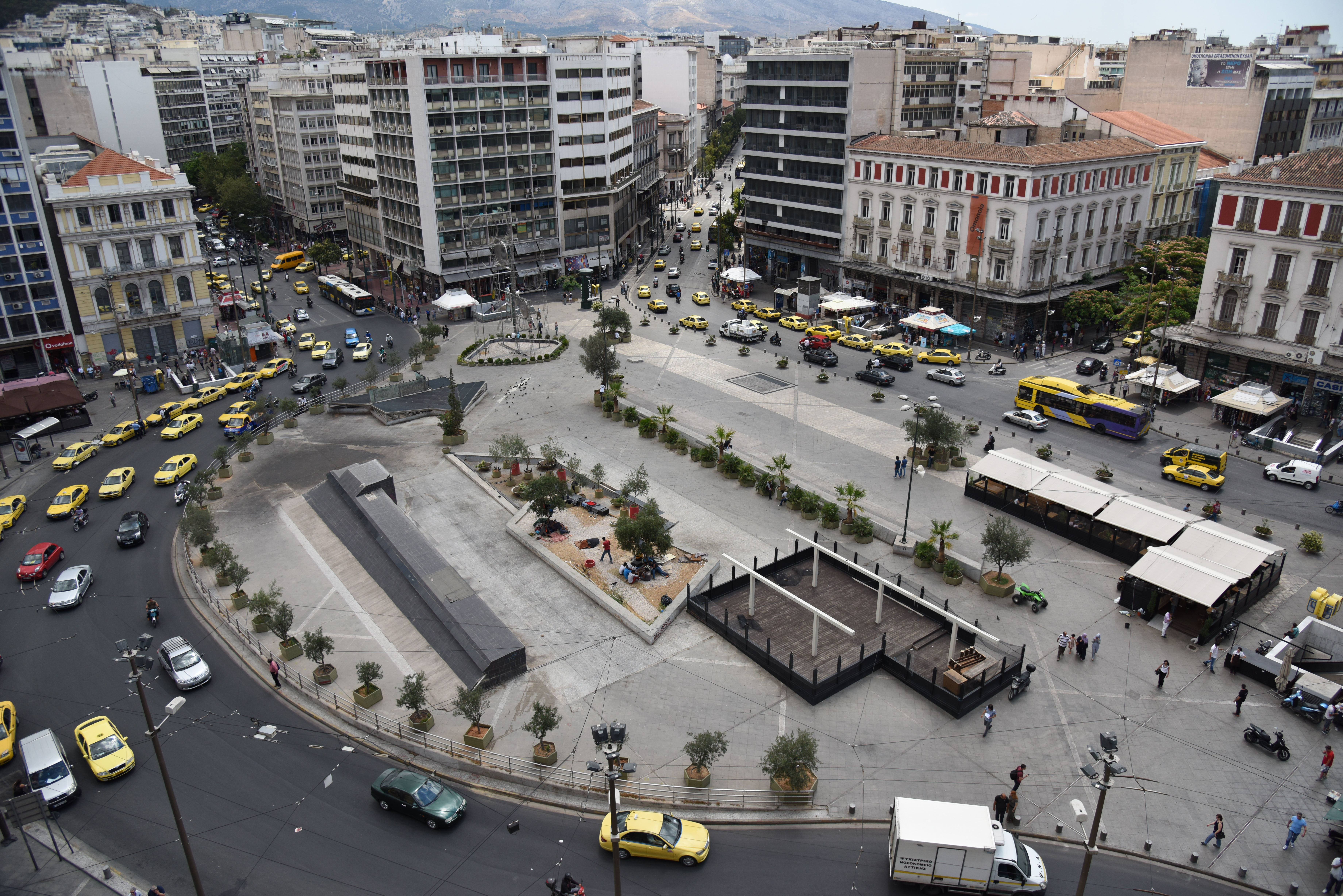
Площадь в 2016 году
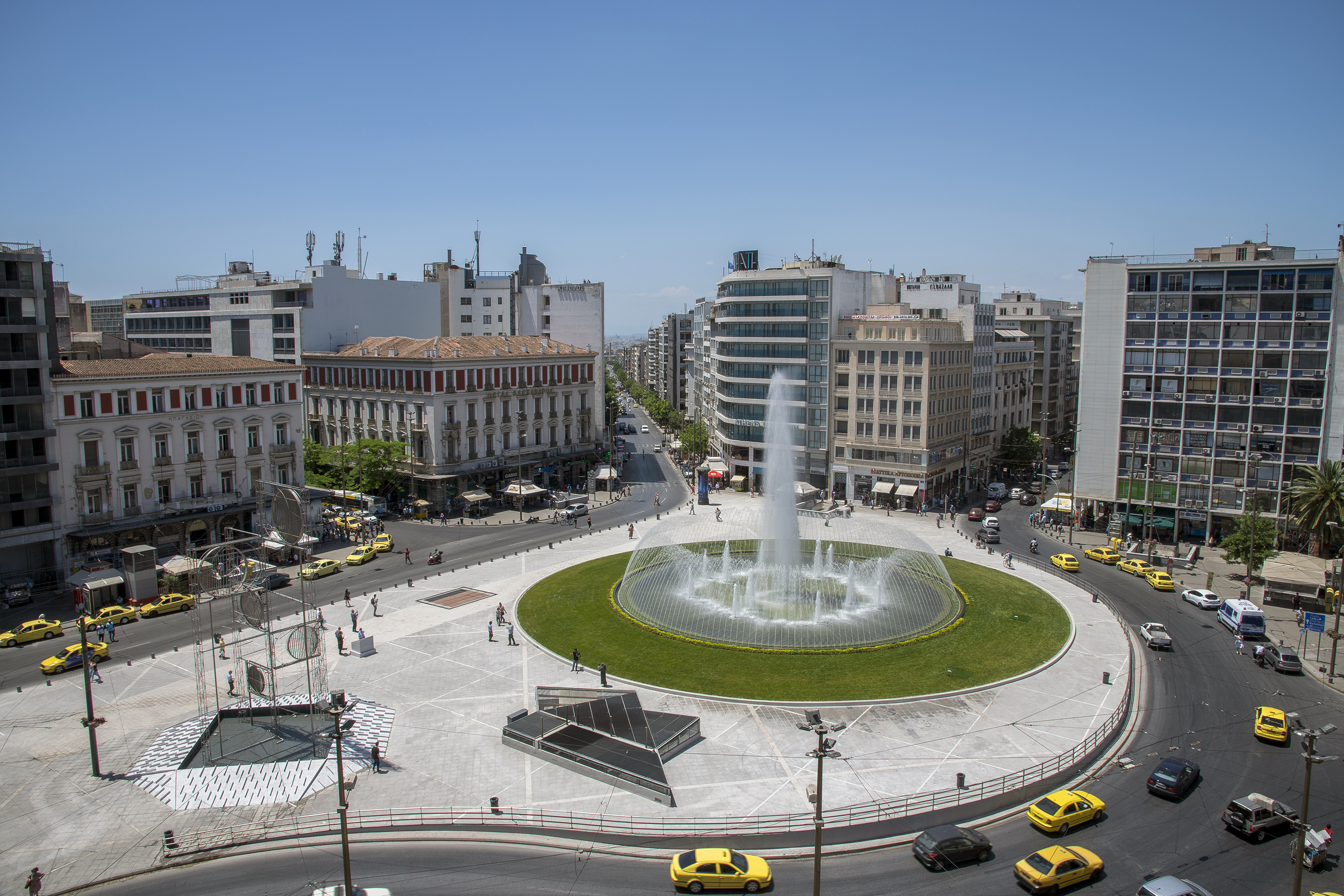
Площадь после реконструкции 2020 года
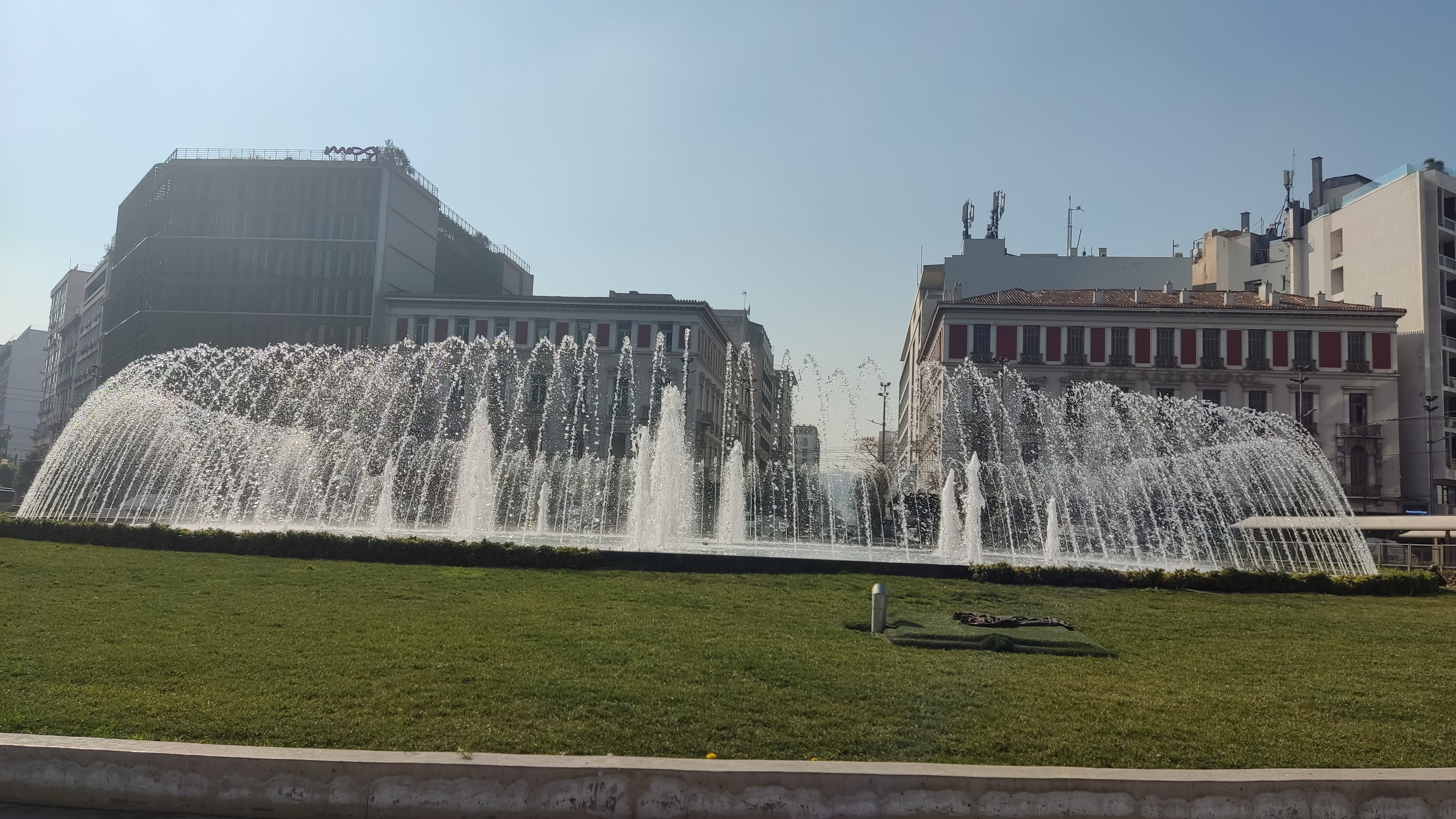
Фонтан на площади Омония
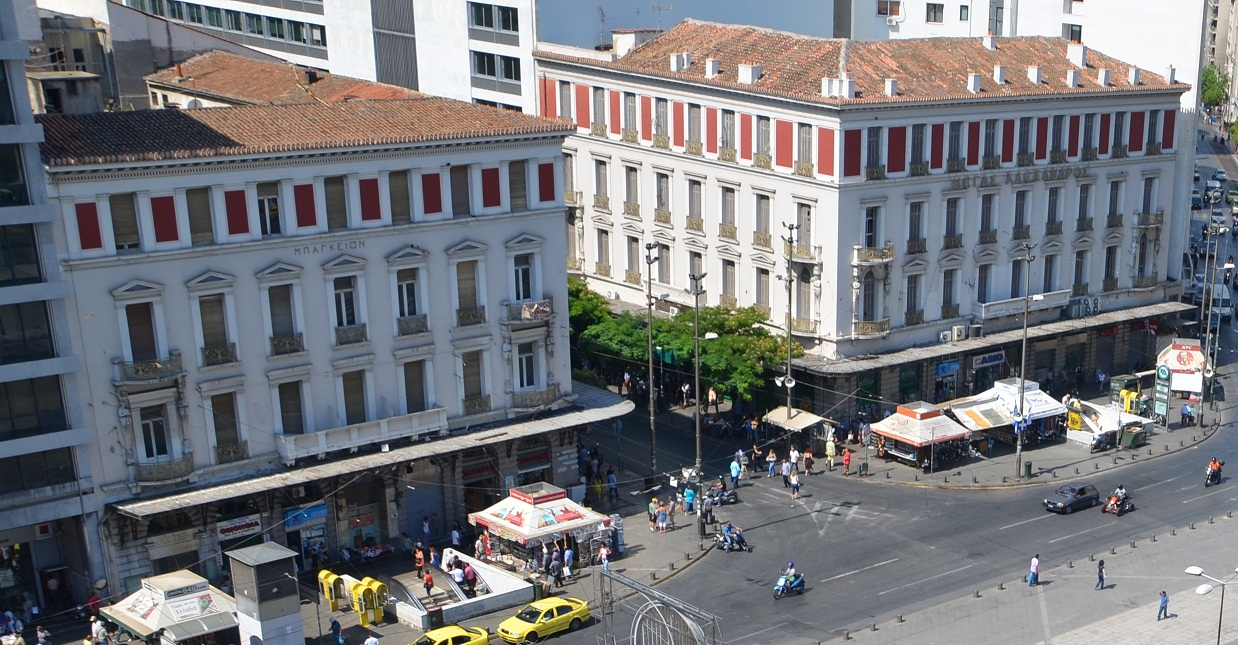
Здания Багкейон и Мегас-Александрос